# Capacitor de tântalo

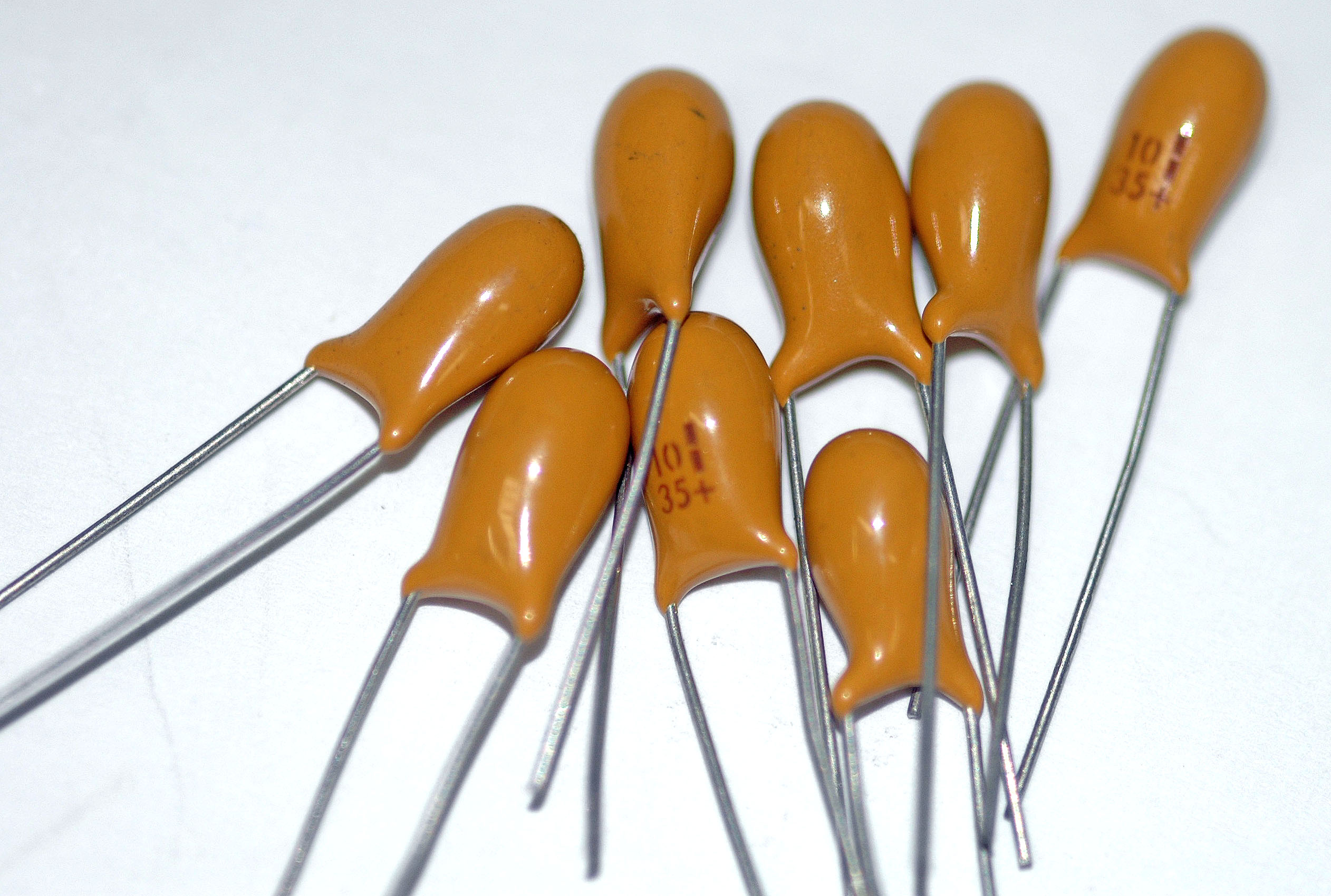
Alguns exemplares de capacitor de tântalo.

Capacitor de tântalo é um capacitor feito a base de compostos de tântalo ou tantálio .    Capacitores de tântalo são capacitores eletrolíticos  que usam um material chamado tântalo, para os eletrodos. 
Grandes valores de capacitância  similares ao de óxido de alumínio(dielétrico) podem ser obtidos. Esses capacitores são superiores aos de alumínio no que se refere à temperatura e freqüência de operação. Usualmente o símbolo  "+" é usado para indicar o pólo positivo. 
Eles são um pouco mais caros que os de alumínio. São usados em circuitos que precisam que o valor da capacitância seja constante com temperatura e freqüência.São utilizados em aparelhos que necessitam de alta frequência como celulares